# Kuhlia caudavittata
Kuhlia caudavittata — вид центрархоподібних риб родини кулієвих (Kuhliidae).

## Поширення
Вид поширенийна заході Індійського океану біля узбережжя островів Реюньйон, Маврикій, Мадагаскар та Родрігес. Мешкає як у морській, так у в солонуватій чи прісній воді.

## Опис
Дрібна риба, завдовжки до 25 см.